# Fido Gast
Friedrich-Wilhelm „Fido“ Gast (* 19. November 1957 in Hille) ist ein ehemaliger deutscher Handballspieler und -trainer. Der Linksaußen spielte für den TuS Nettelstedt, den SV Bayer 04 Leverkusen und den TSV Grün-Weiß Dankersen in der Bundesliga. Vereinzelt wurde er auch auf der Position des mittleren Rückraumspielers eingesetzt. Er bestritt 1979 zwei Länderspiele für die deutsche Nationalmannschaft.

## Karriere
Gast begann in seinem Heimatdorf beim TV Sachsenroß Hille mit dem Handballspielen. 1976 wechselte er zu Bundesliga-Aufsteiger TuS Nettelstedt und 1979 zum Regionalligisten SV Bayer 04 Leverkusen, wo er im ersten Jahr den Bundesliga-Aufstieg feiern konnte. Als die Mannschaft 1982 wieder abstieg, schloss er sich dem TSV Grün-Weiß Dankersen an, mit dem er 1986 ebenfalls in die 2. Liga abstieg. In seinen letzten beiden Jahren in Minden war er Mannschaftskapitän. 1988 wechselte er zum VfL Mennighüffen in die Verbandsliga und spielte fortan vornehmlich im Rückraum. Nach sechs Jahren übernahm er dort das Amt des Spielertrainers. Nachdem er 1997 bereits seine Karriere beendet hatte, wurde er im Februar 1998 für den Rest der Saison nochmals reaktiviert.
Fido Gast wurde von Bundestrainer Vlado Stenzel im Januar 1979 in den Kader der deutschen Nationalmannschaft für den Ostsee-Pokal berufen. Er kam im Spiel gegen Gastgeber Dänemark sowie im Finale gegen die DDR zum Einsatz, konnte jedoch kein Tor erzielen.

## Erfolge
- Aufstieg in die Bundesliga 1980

## Privates
Gast ist Kreissportbeauftragter des Kreises Minden-Lübbecke. Sein Vater „Frido“ hat 1956 und 1957 ebenfalls zwei Länderspiele (Feldhandball) für die Bundesrepublik Deutschland bestritten.

## Spitzname
Aufgrund des identischen Namens mit seinem Vater wurde er zunächst als Frido Gast jun. bezeichnet. Später wurde zur besseren Unterscheidung der Spitzname Fido gewählt.